# Jardim Shakespeare

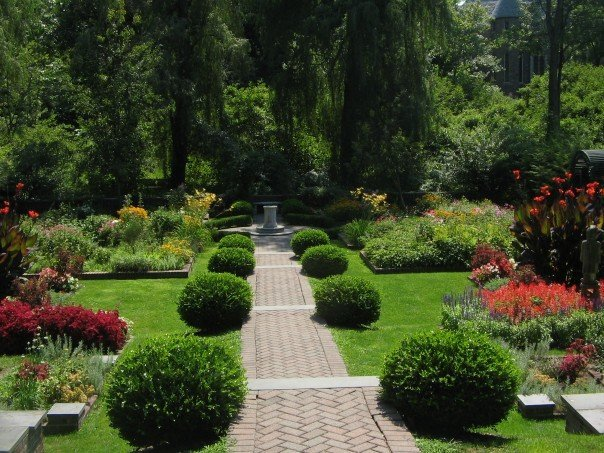
Jardim Shakespeare de Vassar College, nos Estados Unidos

Jardim Shakespeare é um jardim temático onde se cultivam plantas citadas nas obras do dramaturgo e poeta inglês William Shakespeare, como o alecrim de Hamlet e a salsinha de A Megera Domada.